# Grace Lynn Kung
Pour les articles homonymes, voir Grace, Lynn et Kung.
Grace Lynn Kung, née en 1987 à Ottawa, est une actrice canadienne.

## Filmographie
- 2001 : Rebelles (Lost and Delirious) de Léa Pool : Lauren
- 2002 : Cube 2: Hypercube : Sasha
- 2003 : Open House (téléfilm) : Lavender Blue
- 2005 : Plague City: SARS in Toronto (en) (téléfilm) : April
- 2005 : Slings and Arrows (série télévisée) : Emily Lu
- 2006 : G-Spot (série télévisée) : Belinda
- 2006 : Night of Terror (téléfilm) : Donna
- 2006 : Injustice (court métrage) : Erica Lam
- 2006 : House Party (téléfilm) : Allison
- 2006 : Away from Her : l'infirmière Betty
- 2007 : Blue State : Esther Yang
- 2007 : Billable Hours (en) (série télévisée)
- 2007 : Stir of Echoes: The Homecoming (téléfilm) : l'infirmière sympathique
- 2007 : P2 : la femme dans l'ascenseur
- 2008 : The Border (série télévisée) : la laborantine
- 2008 : One Week
- 2008 : House Party (série télévisée) : Allison
- 2009 : Retail (téléfilm) : Jill
- 2009-2010 : Being Erica (série télévisée) : Meeri
- 2011 : InSecurity (série télévisée) : JoJo Kwan
- 2012 : The Listener (série télévisée) : Lucy Estevez
- 2013 : Mother Up! (série télévisée) : Suzi Chu
- 2013 : Doozers (série télévisée)
- 2013 : Degrassi: The Next Generation (série télévisée) : l'officier de police
- 2013 : Alice (court métrage) : la femme du couple d'amoureux
- 2013 : Cubicle Warriors : Diane
- 2014 : Remedy (série télévisée) : doctoresse Livia Fung
- 2014 : The Lottery (en) (série télévisée) : Sara Bell
- 2014 : Far Cry 4 (jeu vidéo) : Kirat (voix)
- 2014 : Touring T.O. (mini-série) : Samantha
- 2015 : Odd Squad (en) (série télévisée) : Evil Teddy
- 2015 : Hard Rock Medical (série télévisée) : Heather
- 2015 : Portrait of a Serial Monogamist : Eve
- 2015 : The Strain (série télévisée) : Grace Wu
- 2015 : Heartland (série télévisée) : Vanessa
- 2016 : The Death (and Life) of Carl Naardlinger : Pam Naardlinger
- 2016 : Birdland : Claire
- 2016 : Miss Sloane : Lauren
- 2017 : Le Retour de Chucky (Cult of Chucky) de Don Mancini : Claire
- 2017 : Carmilla : Charlotte Brontë
- 2018 : Fahrenheit 451 (téléfilm) de Ramin Bahrani
- 2021 : Sort Of : Bessy